# ماثيو جولد
ماثيو جولد (بالإنجليزية: Matthew Gold)‏ (14 يونيو 1988 سان أنطونيو الولايات المتحدة - ) هو لاعب كرة قدم أمريكي، يلعب كلاعب وسط، ولعب 47 مباراة.

## مسيرته

### مسيرته مع الأندية
- 2009 - 2010 لعب مع Austin Aztex FC [الإنجليزية]‏ مباراتين.
- 2011 - 2011 لعب مع نادي تورونتو 5 مباريات.
- 2012 - 2012 لعب مع سان أنتونيو سكوربيونز 9 مباريات.
- 2013 - 2013 لعب مع كولومبوس كرو مباراتين.
- 2013 - 2013 لعب مع Charlotte Eagles [الإنجليزية]‏ 29 مباراة.

## روابط خارجية
- ماثيو جولد على موقع Soccerway.com (الإنجليزية)